# مركز التنس الأولمبي (ريو دي جانيرو)

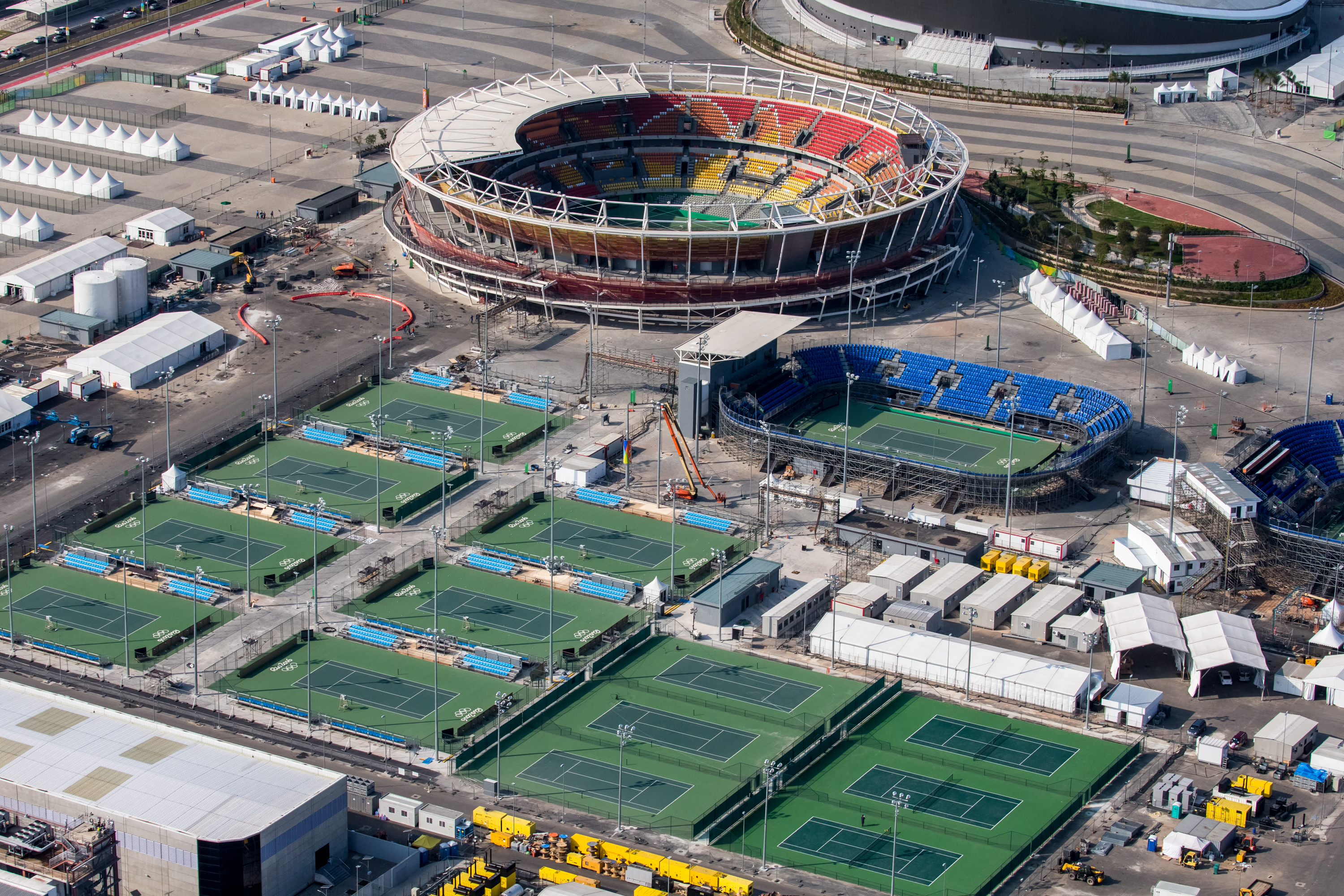
مركز التنس الأولمبي في مدينة ريو دي جانيرو.

مركز التنس الأولمبي (بالبرتغالية: Centro Olímpico de Tênis‏) هو المكان الرياضي للتنس ويقع في حديقة بارا الأولمبية في بارا دا تيجوكا في المنطقة الغربية من ريو دي جانيرو، البرازيل. استضاف المركز بطولات التنس ضمن دورة الألعاب الأولمبية الصيفية 2016، وأيضًا بطولات التنس على الكرسي المتحرك للمعاقين ضمن الألعاب البارالمبية الصيفية 2016.
يتكون المركز من ملعب رئيسي للتنس وخمسة عشر ملعبًا فرعيًا. أرضية الملاعب صلبة، ومصنوعى من مادة غرين سيت المنتشرة في جميع أنحاء العالم.